# Port lotniczy El Naranjo
Port lotniczy El Naranjo (hiszp. Aeropuerto de El Naranjo) – port lotniczy zlokalizowany w mieście El Naranjo w Gwatemali.